# Gokinjo Monogatari
Historias de Vecindario o Una historia de barrio (ご近所物語 Gokinjo Monogatari?) es una serie de manga y anime que narra sobre la vida de Mikako Kouda, hermana mayor de Miwako Sakurada y personaje de la serie Paradise Kiss, quien desea ser una diseñadora de moda y poseer tiendas para vender su marca inventada: "Happy Berry" (Baya Feliz). 
Esta serie es un preludio de la serie Paradise Kiss, también de Ai Yazawa y se menciona con frecuencia en páginas extras de otro de sus mangas más famosos, Nana. Este manga está siendo publicado en España por la editorial Planeta Deagostini.

## Personajes Principales
- Mikako Kôda: (Seiyuu: Rumi Shishido)

Una joven que asiste a la escuela de secundaria Yazawa Gakuen (o Yazagaku), una escuela especial de arte. Es conocida por ser muy ambiciosa en su clase y muchas veces se critica a sí misma.
- Tsutomu Yamaguchi: (Seiyuu: Kappei Yamaguchi)

Amigo de Mikako de la infancia y a la vez está enamorado de ella, pero ella no lo sabe. Tsutomu es algo ambiguo en lo que se refiere a lo que el desea hacer con su vida, ya que sintetiza el arte abstracto de probabilidades y los extremos que ha encontrado aquí y allá, pero no es lo mismo con sus sentimientos acerca de Mikako.

## Personajes Secundarios

### Miembros de Akindo
- Risa Kanzaki: (Seiyuu: Shinho Niyama)

La mejor amiga de Mikako, Risa es originaria de Hokkaido y su sueño es el de diseñar ropa para niños. Ella vive con su novio Takeshi, un guitarrisa de una banda loca,y es el mayor roporte de Mikako así como la madre de Arashi(más tarde en la serie) cuyo mejor amigo es George de Paradise Kiss.
- Mai Ota: (Seiyuu: Wakana Yamazaki)

También conocida como P-Chan, ella es amiga de Mikako y de Risa. Mai usa el estilo Lolita (moda) de ropa y siempre carga un animal de peluche llamado Pucci Francois con ella. Ella crea animales de peluches para venderlos en Akindo y se enamora de Seji
- Jiro Nishino: (Seiyuu: Kyosei Tsukui)

Tiene el pelo púrpura y siempre usa anteojos de sol, a pesar de que Mikako logra ver sus ojos durante el último volumen del manga. Es un amigo cercano con Tsutomu y Yuusuke es un programador que ha creado varios juegos de computadora.
- Yuusuke Tashiro: (Seiyuu: Toshiyuki Morikawa)

El mejor amigo de Tsutomu. Yuusuke estudia pintura en Yazagaku y tiene sentimientos por Mariko. Es muy áspero , pero tiene un buen corazón y maneja una motocicleta.

## Personajes Auxiliares
- Hamada-sensei: (Seiyuu: unknow)

El señor Hamada es un profesor estricto de diseño de modas y corte y confección en Yazagaku quien no se tienta la mano para darle detención a un estudiante después de clases por estar distraído en clase o dar un trabajo mediocre - una trampa en la que Mikako cae usualmente cuando esta triste por una cosa o por la otra. El también fue el profesor de Seiji de Paradise Kiss
- Noriji Sunami: (Seiyuu: Takeshi Aono)

Noriji es el buen intencionado administrador del complejo de apartamento donde Mikao y Tsutomu viven. Es su naturaleza burlona que inspira la epifania de la metamorfosis de los sentimientos mutuos entre Mikako y Tsutomu a lo largo de la serie. Noriji también tiene un enamoramiento sobre Ruriko y demuestra también una actituda casi paternal con Mikako.

### Familia Kouda
- Miwako Kouda

Miwako se genera como resultado de sus padres cuando por fin miran la luz en cuanto a su conducta infantil y cómo afecta negativamente a Mikako. Lamentablemente, la pequeña Miwako poco no llega a comenzar su vida posnatal hasta Paradise Kiss, cuya creación es de varios años después de "Gokinjo Monogatari".
- Ruriko Kouda

A pesar de que ella gestó a Mikako en su cuerpo y fue sometida a procesos endémicos, Ruriko actúa más como una hermana mayor que una madre.

## Música
- Opening: "He.Ro.I.N" por Rumi Shishido

- Ending: "Don't You Know?!" por Rumi Shishido (Episodios del 1 al 28) y "NG!" por Rumi Shishido (Episodios del 29 al50)